# Ozieri
Ozieri (Otieri in sardo) è un comune italiano di 9 606 abitanti della città metropolitana di Sassari in Sardegna. È il centro abitato più grande del Logudoro.

## Storia

### Età preistorica
Il territorio di Ozieri è stato popolato dall'uomo sin dalla preistoria. A parte una statuetta di Dea Madre proveniente da Bisarcio e alcuni sporadici reperti venuti alla luce nella Grotta Bariles e afferenti alla cultura di Bonu Ighinu, la Preistoria locale è caratterizzata dalla cultura di San Michele o di Ozieri.

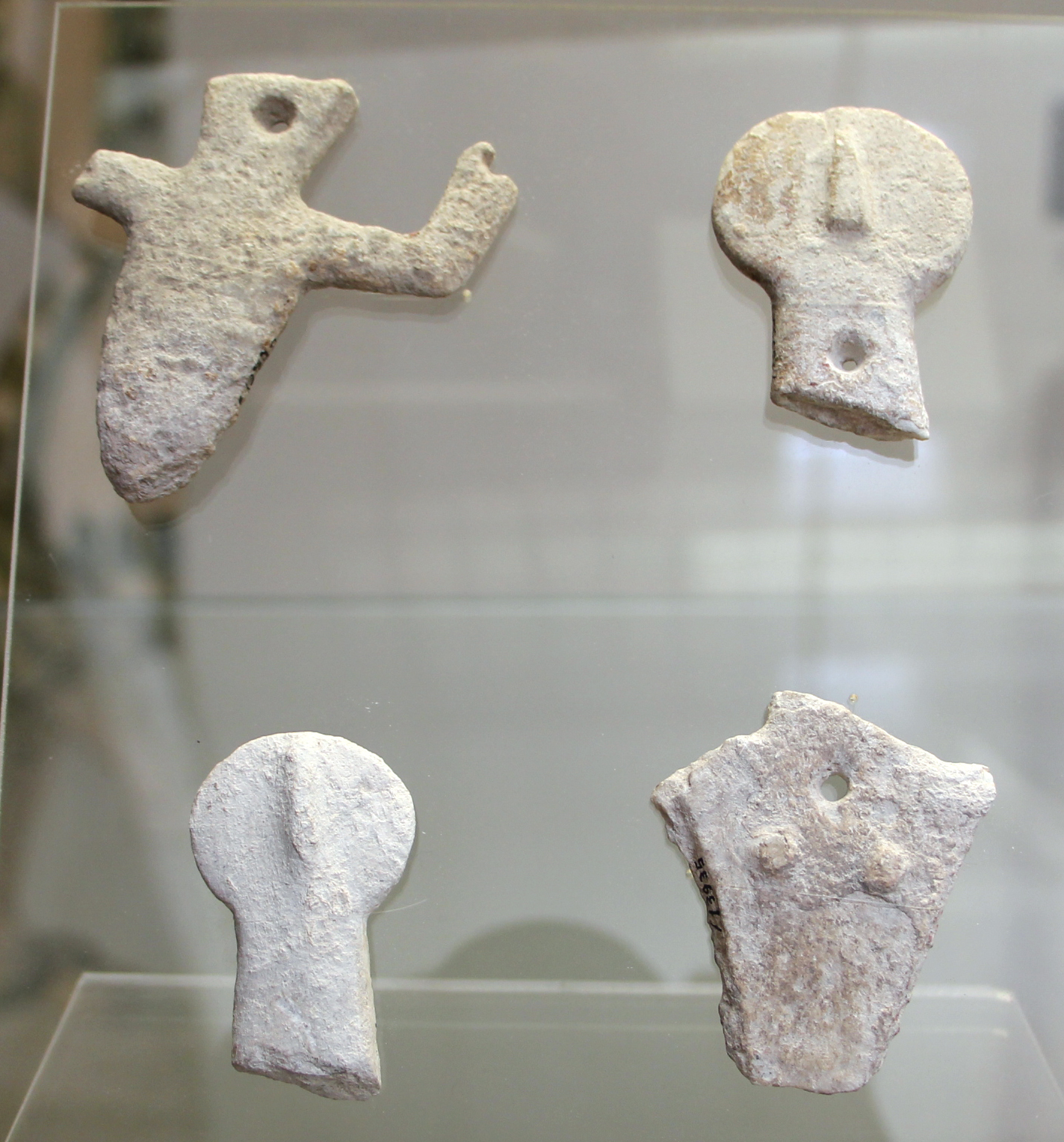
Cultura di Ozieri, idoletti femminili, 3500-2700 a.C. ca., dalla grotta di S.Michele

Questa cultura, databile tra il neolitico recente e il primo eneolitico (4000-3200 a.C.), prende il nome dalla città e dall’omonima grotta scoperta nel 1914 dall’archeologo Antonio Taramelli, il quale effettuò la prima planimetria e i primi scavi archeologici, nei quali fu ritrovato del materiale ceramico di pregevole fattura che contribuì alla distinzione e definizione della citata cultura, diffusa in tutta l’isola e caratterizzata da una ceramica riccamente decorata di cui è un ottimo esempio la pisside decorata con protomi taurine nella parte superiore, protomi taurine e protomi d’ariete nella parte inferiore e motivo stellare sul fondo, ritrovata nella Grotta di San Michele, da cui proviene anche una statuina di Dea Madre afferente alla medesima cultura. Sono attribuibili a questa cultura anche cosiddette le domus de janas, sepolture ipogeiche il cui nome in lingua locale sarda significa “Case delle fate”. In esse è riprodotta la forma della casa terrena, secondo l’ideologia della continuità della vita di questo mondo in quella dell’aldilà. Le celle erano spesso dipinte di ocra rossa, simbolo del sangue e della rigenerazione, e in molti casi decorate con simboli quali le protomi taurine, spesso fortemente stilizzate. Questi ipogei sono diffusi in tutta l’Isola, se ne contano 150 nel solo territorio di Ozieri.
Le fasi dell’Eneolitico, detto Età del Rame o dei primi metalli, articolato tra il 3200 a.C. e il 2000 a.C., e diviso nelle fasi Sub – Ozieri o Ozieri II, Filigosa e Abealzu, Monte Claro e del Vaso campaniforme che si protrarrà anche nel successivo Bronzo Antico, sono testimoniate da una ciotola con carena di fase eneolitica Sub Ozieri mentre la successiva Cultura di Bonnanaro, riferibile all’età del Bronzo Antico, è testimoniata da un vaso tripode proveniente anch’esso dalla Grotta di san Michele. 

### Civiltà nuragica

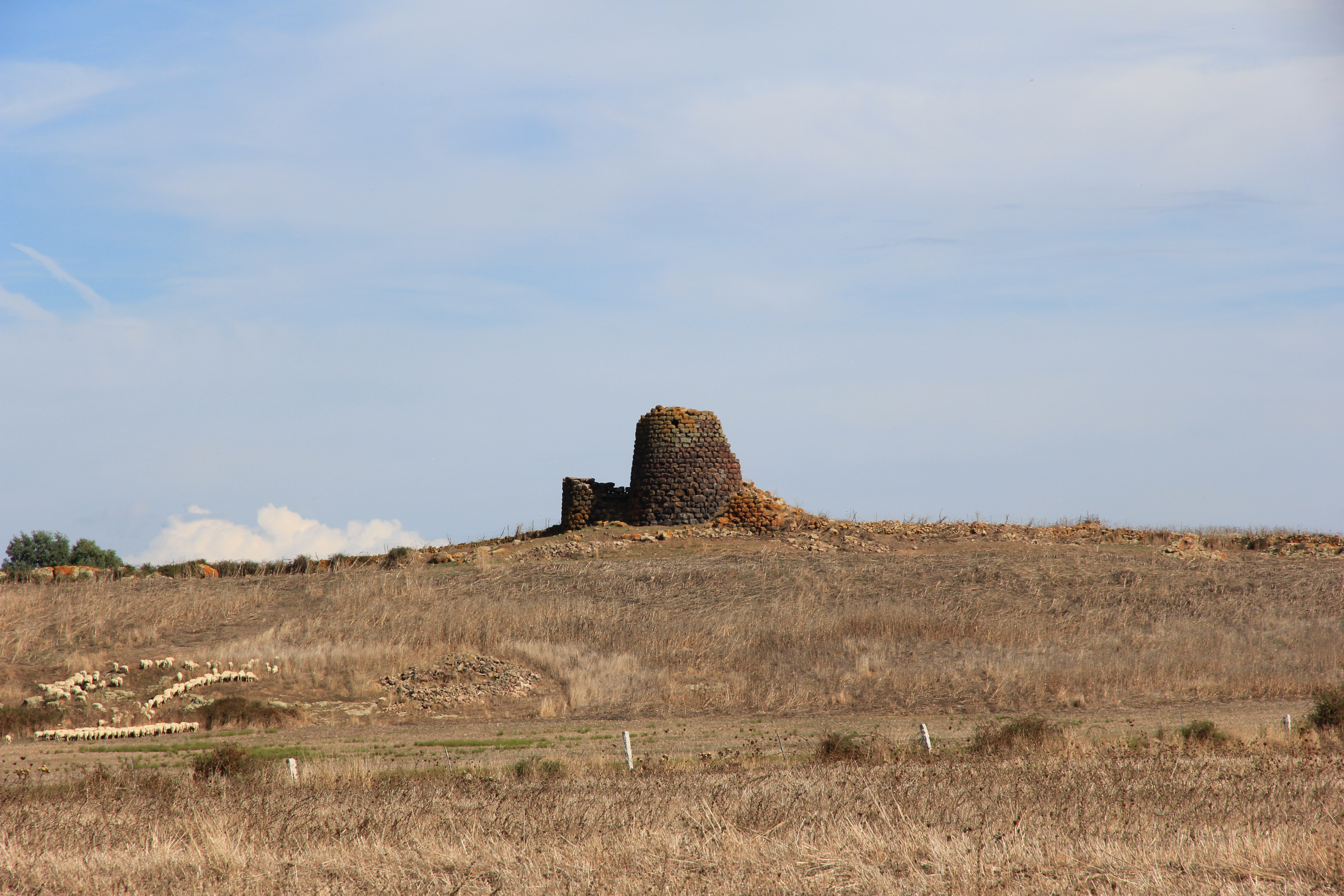
Il nuraghe Burghidu

Nel territorio ozierese sono presenti inoltre le vestigia della civiltà nuragica come i caratteristici nuraghi, i pozzi sacri e le tombe di giganti. L’aspetto più importante e originale della protostoria sarda, durante la quale si intensificano le relazioni tra le popolazioni dell’isola e le grandi civiltà egee (Creta, Micene, Cipro), e vicino-orientali, in particolare i Fenici, è rappresentata nel territorio del Comune di Ozieri da 123 nuraghi, i più importanti dei quali sono il nuraghe Bùrghidu, il nuraghe Sa Mandra e sa Jua e il nuraghe Mannu di Bisarcio.
Oltre alle torri esistono a Ozieri numerose attestazioni di grandi villaggi, come quello di Cordianu, nonché numerose fonti, pozzi e tombe di giganti.
Da Ozieri proviene un lingotto, custodito presso il museo civico archeologico di Ozieri costituito da rame puro per un peso di circa 28 chili, è un lingotto di tipo “ox-hide”, nome che deriva dalla sua forma a pelle di bue, di origine egeo-cipriota, rinvenuto secondo delle fonti orali insieme ad un secondo esemplare nelle fondamenta del distrutto Nuraghe Tedde, presso la chiesa di S. Antioco di Bisarcio. È uno dei pochissimi pezzi integri della Sardegna.
Gli scavi nel territorio hanno portato alla luce diverse tipologie di utensili utilizzati per la lavorazione dei metalli: martelli, palette, pinze, crogioli, sgorbie, lingotti, accette e matrici di fusione.
Il cosiddetto ripostiglio di Chilivani, rinvenuto in località Baldosa nel 1921 dentro uno ziro di terracotta, annoverato tra i ritrovamenti più cospicui di età nuragica, era costituito in origine da 86 manufatti. Dell’intero deposito, costituito da asce bipenni a tagli paralleli ortogonali, cunei, cuspidi di lancia e asce a margini rialzati solo alcuni sono esposti ad Ozieri. I restanti pezzi costituiti prevalentemente da asce a margini rialzati, acquistati dal Taramelli all’epoca del rinvenimento, sono esposti a Cagliari e Sassari.
Dal territorio provengono anche resti di navicelle votive e bronzi figurati come il “pugilatore” nonché numerose fibule, bracciali e altri oggetti d’ornamento.
Del successivo periodo romano di notevole importanza è il ponte sul Rio Mannu, noto in sardo con il nome di Pont'ezzu.

### Epoca punica e romana

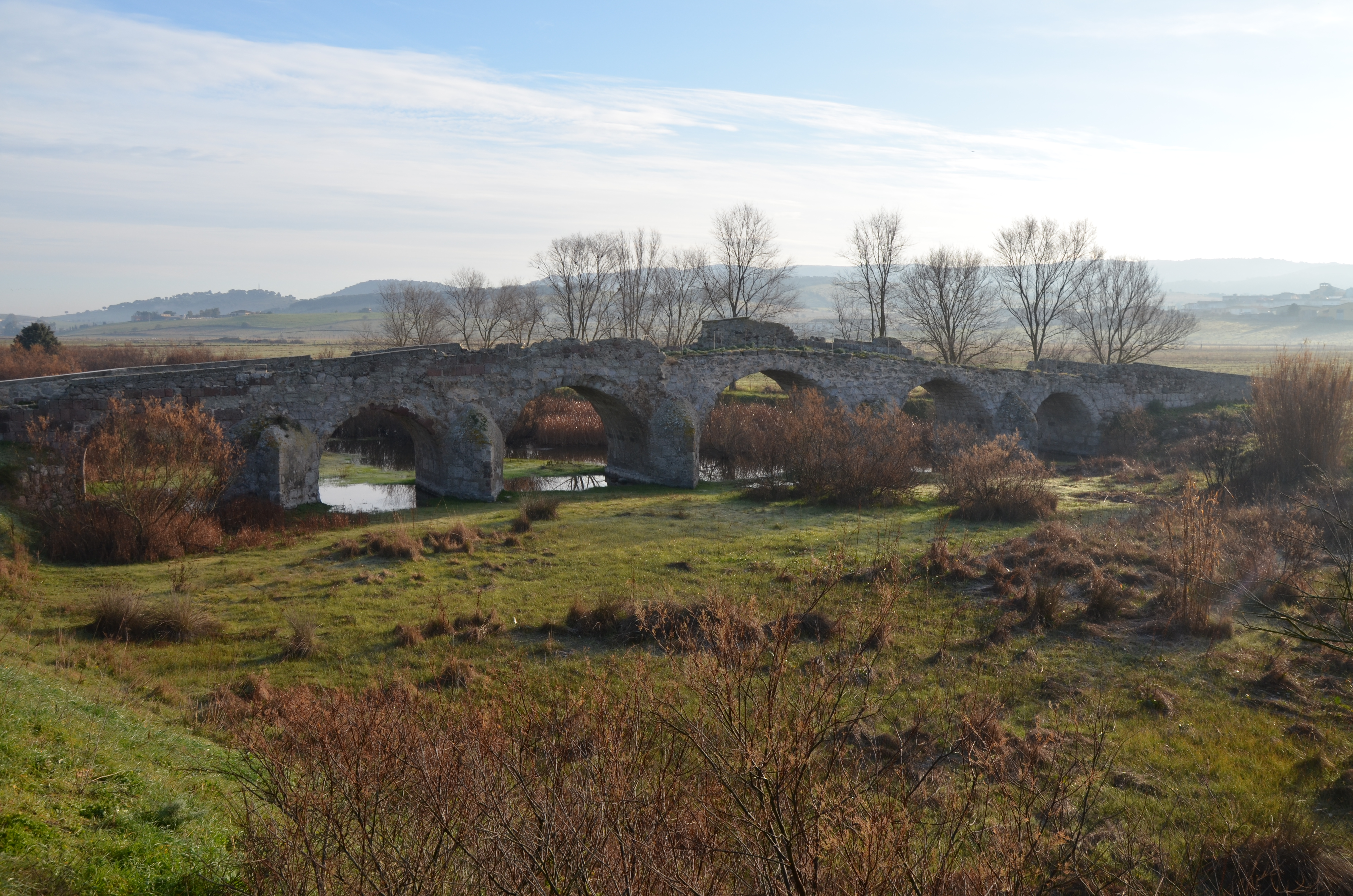
Pont'Ezzu

Non sono stati finora rinvenuti resti archeologici che documentino una frequentazione fenicia di questo territorio, mentre sono più consistenti le testimonianze relative alla civiltà punica quali gli sporadici rinvenimenti di ceramica decorata a bande rosse parallele rinvenute a Lentizzu, Fraigas, Sa Costa, Monzu e Sa Mandra e Sa Giua. Dalla località di Sa Costa proviene la stele del tipo “a specchio” di età romana ma di tradizione romano-punica. Interessante il cippo funerario di Ferenzio scoperto nel 1957, in località Cuzi, sulla riva sinistra del Rio Mannu, e risalente al III-IV secolo d.C. recante l’iscrizione: Ferentius/Miloni f(lius) vixit ann(is) XLV h(ic) s(itus) e(st)/f(aciendum) c(uravit) filius. L'iscrizione fu commissionata dal figlio in onore di Ferentius, figlio di Milone, morto a 45 anni.
In età romana nel territorio di Ozieri gli abitati essi erano ubicati principalmente presso strutture di età nuragica come ad esempio Sa Mandra e Sa Jua, mentre altri erano diffusi in altre località del territorio i, come ad esempio in località Vigne-Suèlzu, Riu Terchis, Baldosa, Cuzi-Badu sa Feminedda, Ruìnas, ecc.
Le maggiori attestazioni di aree funerarie di epoca romana provengono da Bisarcio e da Suèlzu: in questa località sono state rinvenute numerose statuine votive in terracotta.
In località Ruìnas nel 1959, accanto alle strutture riferibili ad abitazioni, un intervento sul terreno ha danneggiato una serie di tombe che hanno restituito oggetti dei corredi ed un’iscrizione funeraria ora perduta.
Non esistono testimonianze architettoniche di luoghi di culto pubblici, ma numerosi sono i materiali riferibili alla religiosità degli abitanti del territorio durante questo periodo. Primo fra tutti il busto fittile di Sarda Ceres, rinvenuto in città presso i giardini "Su Cantaru" che raffigura la dea Cerere (fine I-II sec. d.C.) protettrice delle messi e di tutte le attività agricole, che sembra confermare la vocazione cerealicola della piana di Ozieri.
Nel territorio di Ozieri, cioè lungo la strada romana che portava da Cagliari ad Olbia, ne sono stati trovati due. Del primo, ritrovato verso la fine dell’800 e oggi scomparso, proveniente dalla località San Luca, rimane solo il testo dell’iscrizione, mentre il secondo, è stato trovato mutilo nel 1981 in località Badu sa Feminedda ed indica, nella porzione dell’iscrizione pervenuta, il riconoscimento del potere all’Imperatore da parte del governatore dell’isola, mentre risultano assenti il nome dell’imperatore e il numero delle miglia.
Il territorio era servito da tre ponti sul Rio Mannu di Ozieri: Iscia Ulumu, che riporta al tracciato della strada lungo il fiume, Badu sa Femina Manna e Pont’Ezzu, quest’ultimo, meglio conservato, sorge in un luogo strategico per le comunicazioni durante l’epoca romana.
Ponte Ezzu è un ponte dotato di sei arcate, utile per servire le località circostanti e per snellire i traffici tra il nord e il centro dell’isola.
Il paese prese il nome di Othieri (probabilmente di origine protosarda), da cui deriva l'attuale denominazione.

### Medioevo

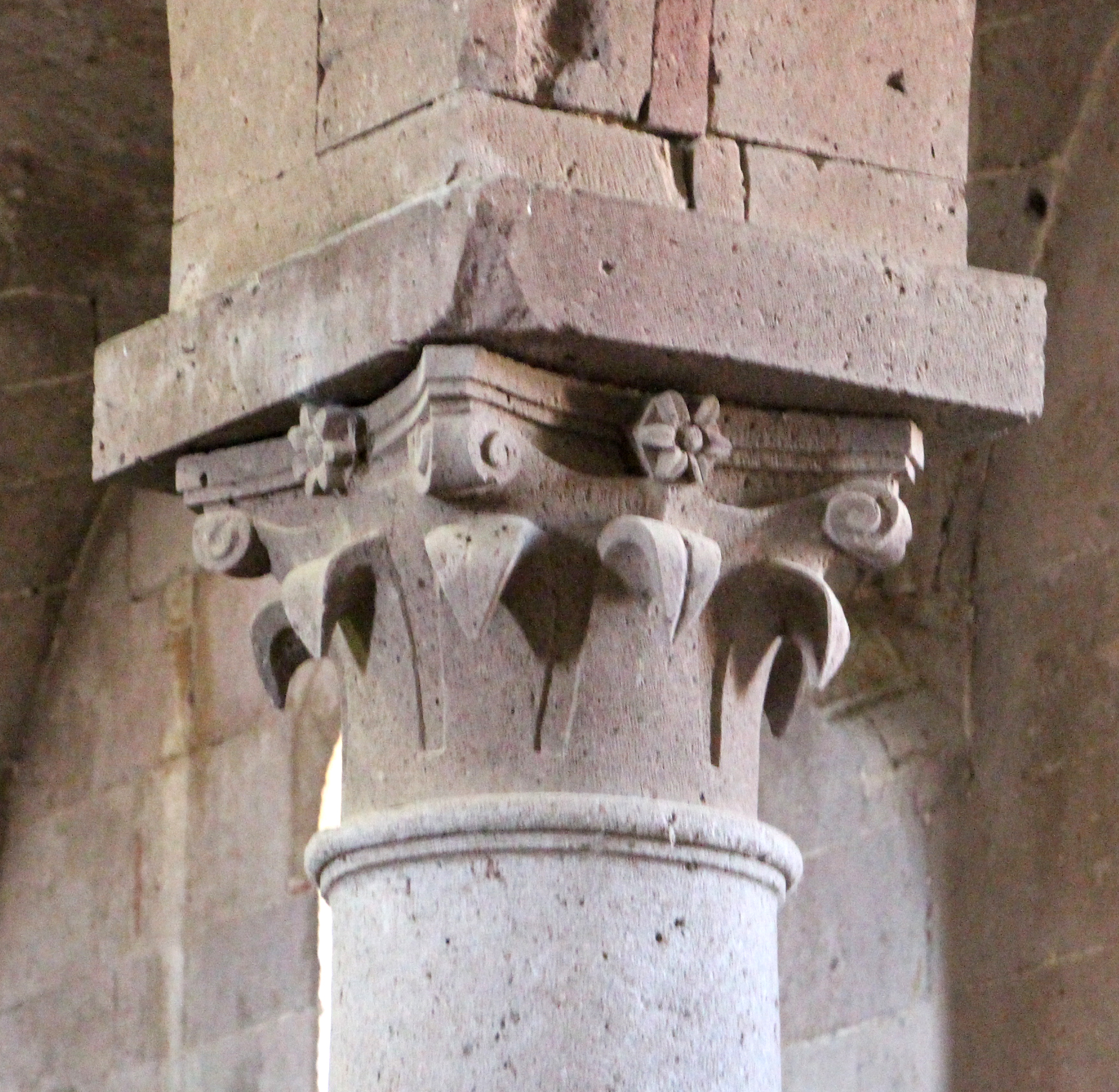
Capitello, Sant'Antioco di Bisarcio

Per ciò che concerne il territorio di Ozieri nell’alto medioevo, si hanno poche informazioni a livello documentario. È probabile che la caduta dell’impero romano d’Occidente abbia avuto scarse ripercussioni sul territorio ozierese, in cui dovevano coltivarsi cereali nelle pianure, mentre i territori collinari e montuosi erano destinati alla coltivazione della vite oppure utilizzati come pascolo, avendo quale naturale destinazione del surplus il porto di Olbia. Certo, il periodo turbolento delle invasioni germaniche dovette incidere sulla crisi del porto gallurese, determinando la crescita di importanza di Torres, destinato a diventare il principale porto della Sardegna settentrionale.
Non si hanno notizie sugli effetti nel territorio della dominazione vandalica, né si sa se vi furono inviati gli ecclesiastici esiliati dall’Africa. Allo stesso modo non sappiamo quali effetti ebbe sul territorio la riconquista bizantina, che è testimoniata dalle ceramiche rinvenute a Sa mandra e sa jua e dalle numerose fibbie rinvenute a Bisarcio.
La crisi dell’impero bizantino in conseguenza dell’espansione araba portò lentamente alla nascita dei giudicati. Nell’XI secolo, periodo in cui ricompare in quantità apprezzabile la documentazione scritta, la Sardegna appare divisa in quattro giudicati: il territorio ozierese faceva parte del Giudicato di Torres, che aveva come capitale inizialmente Torres ed in seguito Ardara. In breve tempo, la pianura ozierese, che collega Ardara con il centro vescovile di Bisarcio, divenne uno dei territori più importanti del regno. Ardara ospitava un palacium dei giudici, mentre a Bisarcio venne edificata la cattedrale dedicata a S. Antioco. Nella seconda metà dell'XI secolo fu sede della diocesi di Bisarcio, soppressa l'8 dicembre 1503; il suo territorio venne accorpato a quello della diocesi di Alghero. Fu restaurata il 9 marzo 1803 da papa Pio VII, e nel 1915 mutò il nome in diocesi di Ozieri, città dove i vescovi avevano posto la loro sede fin dall'epoca della restaurazione.
Tra XI e XII secolo iniziò in Sardegna la penetrazione delle città marinare alto-tirreniche: Genova e Pisa. Quest’ultima cercava in Sardegna il controllo dell’approvvigionamento cerealicolo, ma mirava anche ai minerali e al sale. L’espansione delle due repubbliche crebbe d’intensità fino ad assumere un ruolo influente nella determinazione degli indirizzi politici dei quattro giudicati. La penetrazione pisana e genovese è testimoniata nel territorio da numerosi frammenti di maiolica arcaica pisana e di graffita arcaica savonese ritrovati in tutto il territorio, soprattutto presso Bisarcio, Pianu, Pira Domestica.
In quegli stessi anni si sviluppò in tutta Europa una serie di epidemie: queste raggiunsero anche la Sardegna. Molti villaggi vennero abbandonati in questo periodo; non che l’epidemia sia stata l’unica causa, ma probabilmente contribuì in maniera determinante. Nell’attuale territorio comunale di Ozieri si contano circa 8 villaggi abbandonati: Bisarcio, Pira Domestica, Pianu, Orvei, Lesanis, Guzule (o Butule). Nel 1323 L’infante Alfonso inizio la conquista della Sardegna e nel 1420 scomparve il Giudicato d'Arborea, trasformato in marchesato di Oristano. Nel 1421 il territorio ozierese venne infeudato assieme a molti altri territori dal re aragonese a Bernat de Centelles. L’area è definita nelle fonti Encontrada de Montagut, con capoluogo Ozieri, e comprendeva i territori di Alà, Bantine, Berchidda, Buddusò, Ittireddu, Monti, Nughedu, Nule, Osidda, Pattada, Tula e altri centri oggi non più esistenti.
La dominazione aragonese e spagnola è testimoniata dai numerosi frammenti ceramici provenienti da Valencia e dalla Catalogna.
Le maioliche barcellonesi e valenziane del XIV XVI secolo ritrovate a Badu e rughe, Bisarcio, Pìanu, Mesu e rios dimostrano i contatti che il territorio ozierese ebbe con il resto del bacino occidentale del Mediterraneo durante la dominazione aragonese e spagnola.

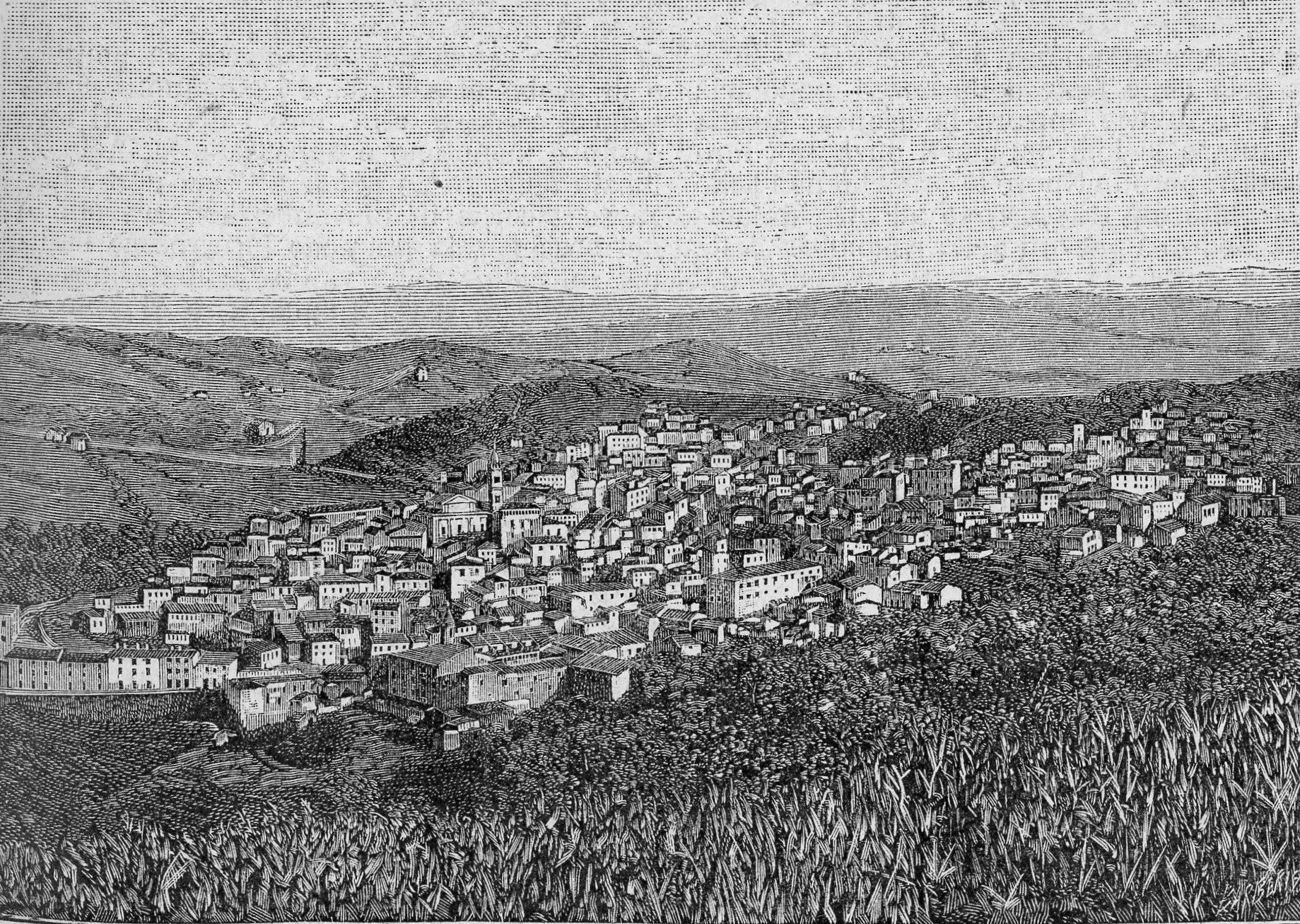
Panorama di Ozieri (xilografia, 1891)

Venne elevata al rango di città da Carlo Alberto di Savoia il 10 settembre 1836.

### Simboli
Quando Ozieri venne elevata al rango di Città dal decreto albertino del 1836, il consiglio comunale considerò l'ipotesi di dotarsi di uno stemma rappresentativo del Comune. Venne scelto uno scudo con raffigurato un paesaggio ideale: uno scoglio coronato da un castello, simbolo di quello del Monte Acuto del cui Ducato Ozieri era stata capoluogo. Come ornamenti un ramo di alloro a sinistra e di alcune spighe di grano a destra, emblemi della gloria acquisita e della vocazione cerealicola del territorio.

## Monumenti e luoghi d'interesse

### Architetture religiose
- Basilica di Sant'Antioco di Bisarcio,[6] chiesa romanica XI secolo, cattedrale dell’antica diocesi di Bisarcio
- Cattedrale dell'Immacolata,[6] edificata nel XV secolo,[8] cattedrale della diocesi ozierese
- Convento delle Clarisse, XVIII secolo, attuale sede del Museo civico archeologico[6]
- Chiesa di Santa Lucia, XIX secolo
- Chiesa di San Francesco, XVI secolo
- Convento di San Francesco, XVI secolo
- Chiesa del Carmelo, XVII secolo
- Chiesa dei Santi Cosma e Damiano, XVI secolo
- Chiesa della Beata Vergine di Monserrato, XVI secolo
- Chiesa di San Sebastiano Martire, XVII secolo
- Chiesa della Beata Vergine del Rosario, XVII secolo
- Chiesa della Beata Vergine del Loreto, XV secolo
- Chiesa della Beata Vergine delle Grazie, XVI secolo
- Chiesa di San Nicola, XIII secolo
- Chiesa del Sacro Cuore, XIX-XX secolo
- Chiesa del Santo Bambino di Praga
- Chiesa del Sacro Cuore (Ozieri), a Chilivani

### Altro
- Grotte di San Michele
- Pont'ezzu, ponte romano[6] del II secolo d.C.
- Fontana Grixoni,[6] fonte pubblica del XVI-XIX secolo
- Palazzi con altane e loggie in stile neoclassico[6]
- Prometeo,[6] mosaico realizzato da Aligi Sassu[6] sulla facciata della scuola media "Grazia Deledda"

## Società

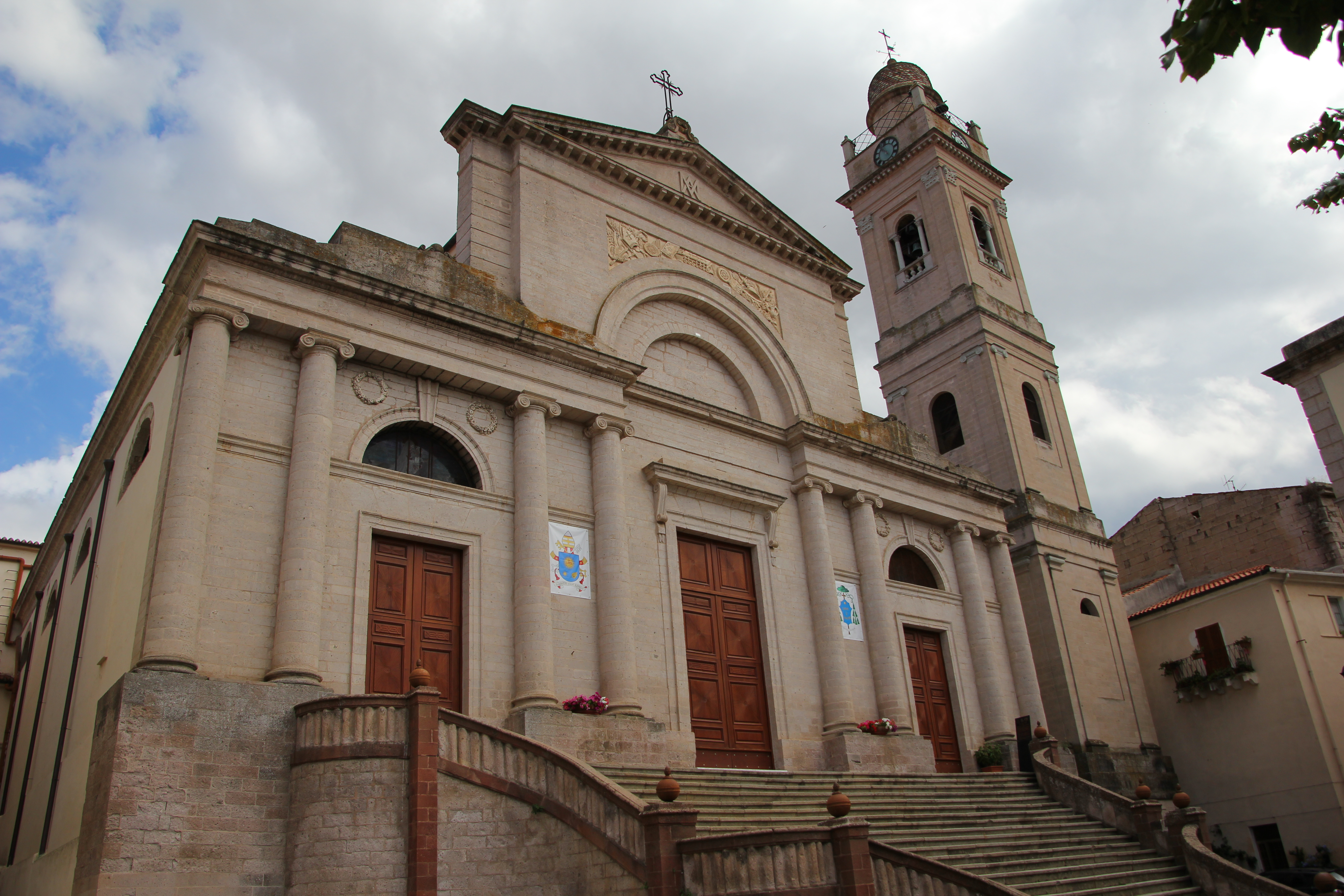
Cattedrale dell'Immacolata, facciata

### Evoluzione demografica
Dagli ultimi dati del censimento 2021 nel comune di Ozieri si registra una variazione negativa del 8.7 %, passando da 10.881 abitanti nel 2011 a 9.935 abitanti nel 2011.
In base ai dati del censimento 2021 nel comune di Ozieri sono stati rilevati 9.335 abitanti residenti, dei quali 6.947 abitanti (pari al 70%) nel centro urbano di Ozieri. Le rimanenti località abitate del territorio comunale sono il quartiere di San Nicola con 1.384 abitanti e la frazione di Chilivani con 254 abitanti, mentre la restante popolazione sparsa ammonta a 1.350 unità.
Abitanti censiti

### Lingue e dialetti
La variante del sardo parlata a Ozieri è quella logudorese settentrionale.

## Cultura

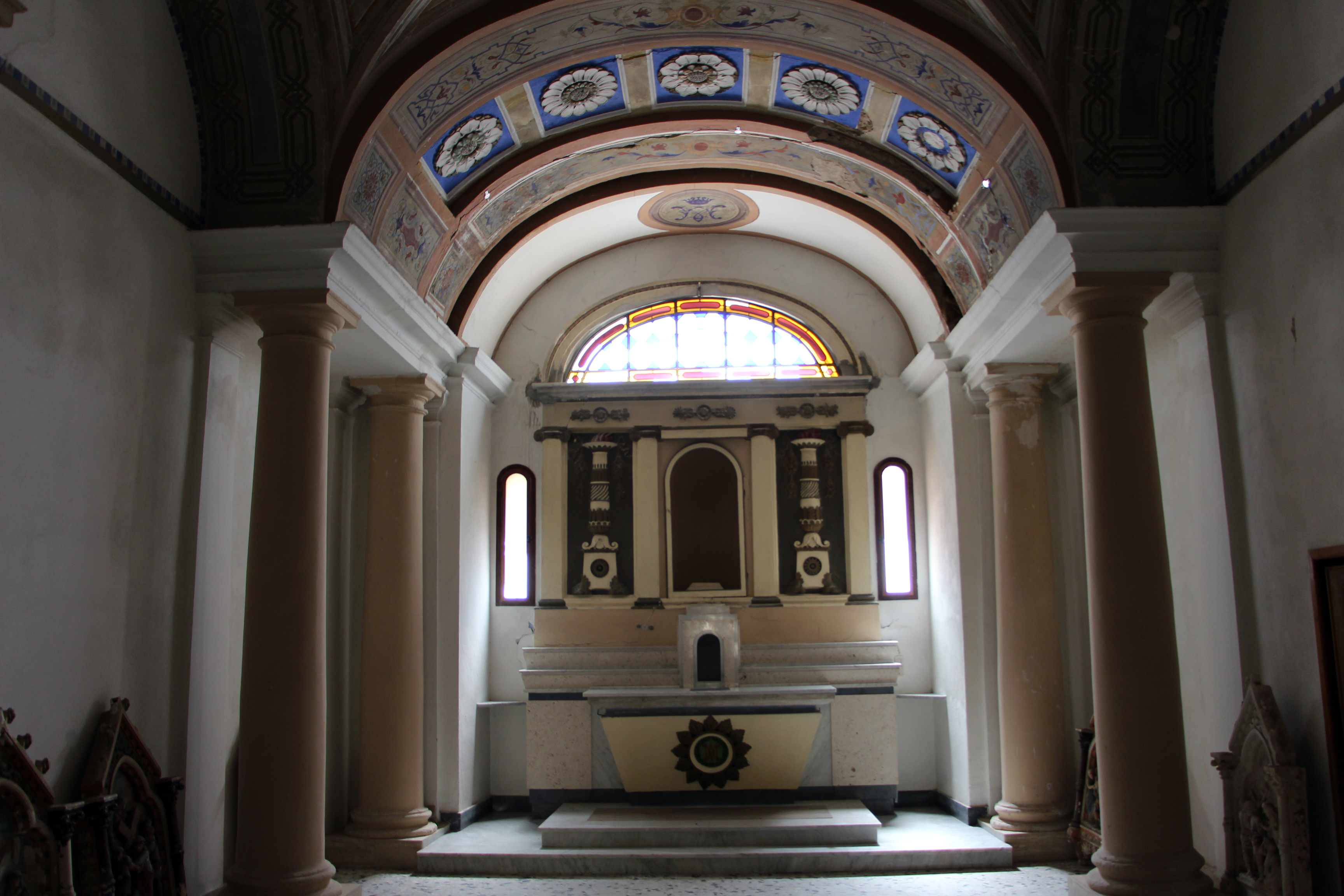
Ozieri, edificio del museo diocesano, cappella

### Istruzione

#### Scuole
Oltre alle scuole dell'obbligo, sono presenti alcuni istituti di istruzione secondaria superiore, ad indirizzo tecnico, umanistico e scientifico.

#### Musei
- Museo archeologico[6]
- Museo diocesano di Arte Sacra, comprendente una serie di opere pittoriche realizzate dal cosiddetto Maestro di Ozieri[6]
- Pinacoteca cittadina "Giuseppe Altana", situata all'interno di quella che fu la prima centrale elettrica della Sardegna[6]
- Museo Taverna dell'Aquila
- Museo dell'Arte Molitoria
- Museo del Cavallo

## Geografia antropica

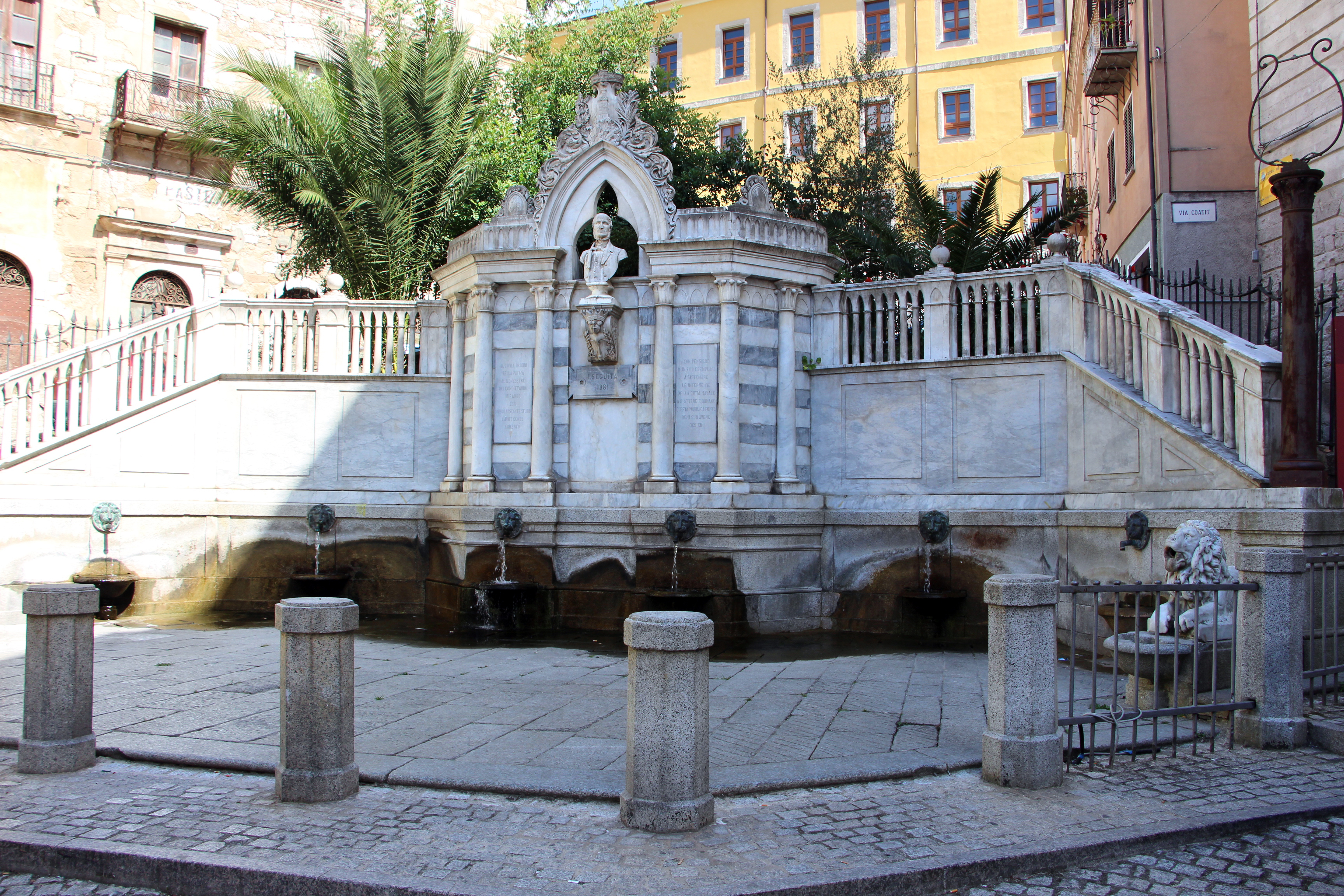
La fontana Grixoni

### Frazioni
- Chilivani
- Fraigas
- San Nicola

## Infrastrutture e trasporti

### Strade
Ozieri è collegata al territorio circostante da tre strade statali, la SS 128 bis, la SS 132 e la SS 199, oltre che da una rete di strade provinciali.

### Ferrovie

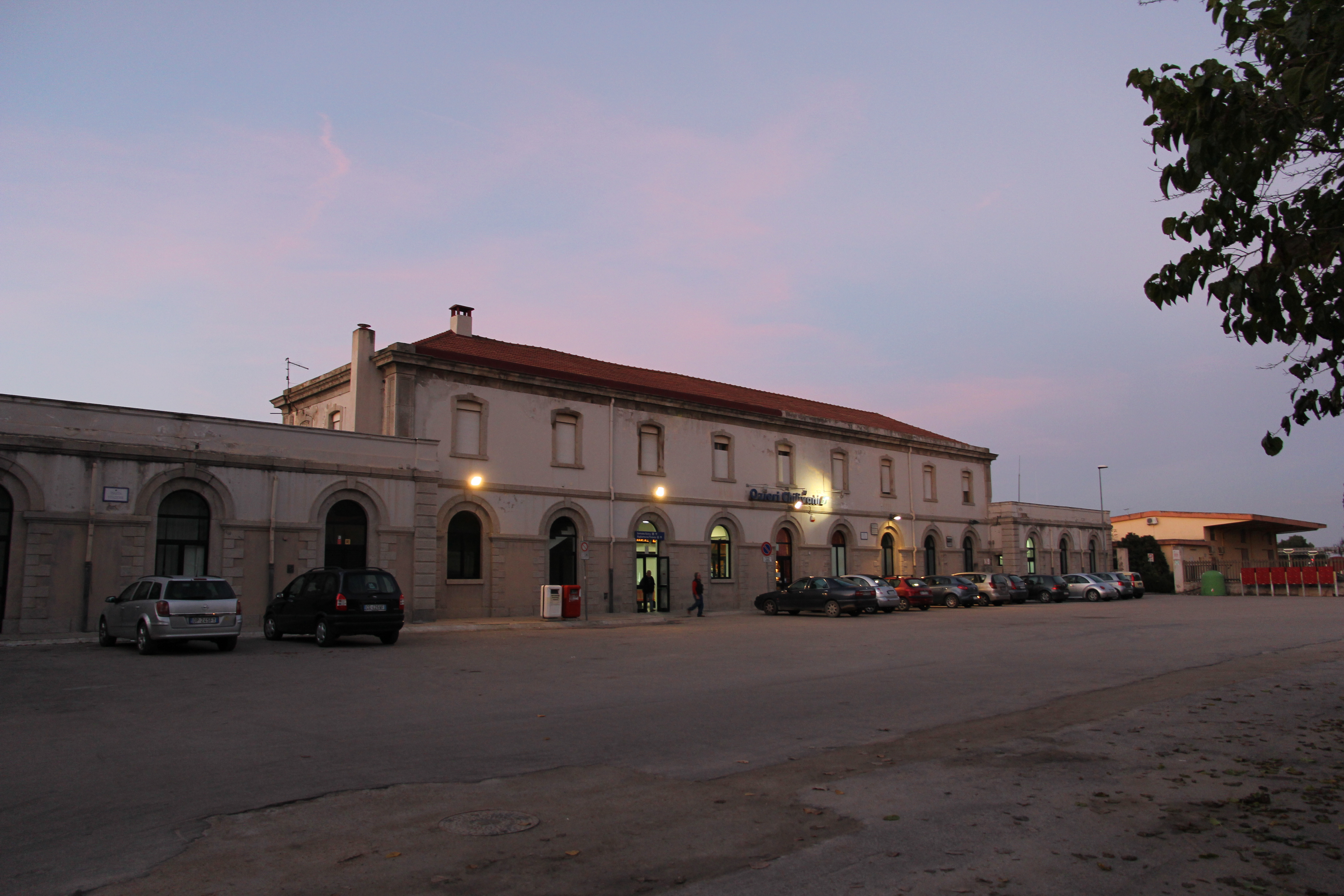
La stazione di Ozieri-Chilivani, situata nella frazione di Chilivani

Ad alcuni chilometri di distanza dalla città si sviluppa la ferrovia Cagliari-Golfo Aranci, lungo la quale è presente la stazione di Ozieri-Chilivani, l'unica nel comune in cui negli anni dieci sia effettuato il servizio viaggiatori (ad opera di Trenitalia), e da cui ha inoltre origine una seconda ferrovia per Porto Torres. In territorio ozierese sono presenti anche le stazioni di Ozieri-Fraigas e di Madonna di Castro, non più in uso per i servizi di trasporto pubblico. Una terza ferrovia, la Tirso-Chilivani, fu attiva sino al 1969 e fu l'unica a dotare il nucleo urbano ozierese di una stazione ferroviaria.

## Amministrazione
| Periodo          | Periodo          | Primo cittadino                         | Partito                             | Carica  | Note   |
| ---------------- | ---------------- | --------------------------------------- | ----------------------------------- | ------- | ------ |
| 30 marzo 1946    | 8 dicembre 1946  | Matteo Mannu                            | Democrazia Cristiana                | Sindaco | [ 10 ] |
| 8 dicembre 1946  | 12 giugno 1952   | Antonio Canalis                         | Democrazia Cristiana                | Sindaco | [ 10 ] |
| 12 giugno 1952   | 12 giugno 1956   | Gaspare Cocco                           | Democrazia Cristiana                | Sindaco | [ 10 ] |
| 12 giugno 1956   | 23 novembre 1960 | Giovanni Barosi                         | Democrazia Cristiana                | Sindaco | [ 10 ] |
| 23 novembre 1960 | 23 giugno 1961   | Antonio Peralta                         | Democrazia Cristiana                | Sindaco | [ 10 ] |
| 23 giugno 1961   | 14 novembre 1962 | Francesco Manca                         | PCI                                 | Sindaco | [ 10 ] |
| 14 novembre 1962 | 10 dicembre 1964 | Antonio Peralta                         | Democrazia Cristiana                | Sindaco | [ 10 ] |
| 10 dicembre 1964 | 13 luglio 1970   | Antonio Peralta                         | Democrazia Cristiana                | Sindaco | [ 10 ] |
| 13 luglio 1970   | 23 luglio 1975   | Antonio Peralta                         | Democrazia Cristiana                | Sindaco | [ 10 ] |
| 23 luglio 1975   | 23 luglio 1976   | Nardo Moretti                           | Democrazia Cristiana                | Sindaco | [ 10 ] |
| 23 luglio 1976   | 30 dicembre 1976 | Francesco Manca                         | PCI                                 | Sindaco | [ 10 ] |
| 30 dicembre 1976 | 25 gennaio 1977  | Matteo Polo                             | PSI                                 | Sindaco | [ 10 ] |
| 25 gennaio 1977  | 10 febbraio 1977 | Antonio Peralta                         | Democrazia Cristiana                | Sindaco | [ 10 ] |
| 10 febbraio 1977 | 23 luglio 1979   | Nardo Moretti                           | Democrazia Cristiana                | Sindaco | [ 10 ] |
| 23 luglio 1979   | 15 luglio 1980   | Antonio Pudda                           | Democrazia Cristiana                | Sindaco | [ 10 ] |
| 15 luglio 1980   | 21 giugno 1985   | Angelo Carusillo                        | Democrazia Cristiana                | Sindaco | [ 10 ] |
| 21 giugno 1985   | 11 marzo 1989    | Antonio Marongiu                        | Partito Comunista Italiano          | Sindaco | [ 10 ] |
| 12 marzo 1989    | 11 giugno 1994   | Antonio Fantasia                        | PSI                                 | Sindaco |        |
| 12 giugno 1994   | 24 maggio 1998   | Antonio Marongiu                        | Alleanza dei Progressisti           | Sindaco | [ 11 ] |
| 24 maggio 1998   | 26 maggio 2002   | Giovanni Fadda                          | lista civica                        | Sindaco | [ 12 ] |
| 26 maggio 2002   | 27 maggio 2007   | Pietro Francesco Maria Giovanni Cubeddu | lista civica                        | Sindaco | [ 13 ] |
| 27 maggio 2007   | 10 giugno 2012   | Leonardo Ladu                           | lista civica                        | Sindaco | [ 14 ] |
| 10 giugno 2012   | 11 giugno 2017   | Leonardo Ladu                           | lista civica Impegno e solidarietà  | Sindaco | [ 15 ] |
| 11 giugno 2017   | 13 giugno 2022   | Marco Murgia                            | lista civica Comune obiettivo       | Sindaco | [ 16 ] |
| 13 giugno 2022   | -                | Marco Peralta                           | lista civica Alternativa per Ozieri | Sindaco | [ 17 ] |

### Gemellaggi
- Fiorano Modenese
- Maranello, dal 1986
- Oliva, dal 2013

## Sport

### Calcio
La principale squadra di calcio della città è l’A.S.D. Ozierese 1926 che milita nel girone B Sardegna di Prima categoria. È nata nel 1926. La seconda squadra della città è l'A.S.D. San Nicola Ozieri militante nel campionato di Seconda Categoria. È nata nel 2023.  
La terza squadra della città è l’A.S.D Atletico Ozieri 2015 che milita nel girone Sassari di Terza Categoria. È nata nel 2015.

### Ciclismo
A Ozieri la principale squadra di ciclismo è la G.S. Ozierese Carrera 1981, che tra gli altri ha lanciato nel mondo del professionismo Fabio Aru e ha portato a livelli nazionali e internazionali svariati atleti conquistando vari titoli. La società ha inoltre organizzato negli anni gare di livello regionale e nazionale ed è una delle otto scuole di ciclismo presenti in Italia. Il suo presidente e fondatore Antonio Camboni è stato insignito della medaglia d'oro al merito sportivo dalla Federazione Ciclistica Italiana.

### Scacchi
A Ozieri è presente il circolo Scacchistico A.S.D. Unione scacchistica Comuni del Logudoro fondata nel 2014. L'USCL organizza tornei di livello regionale nazionale ed internazionale.

### Basket
Le principali squadre di basket della città sono la S.S. Dil. Demones, che nel campionato di Promozione 2022/2023 si è laureata campione, e l'80 Basket, che milita in Promozione. Sono nate rispettivamente nel 1958 e 2010.